# All Fall Down (album)
All Fall Down is het derde studioalbum van de Britse newwaveband The Sound. Het album werd uitgebracht in 1982.
Vergeleken met de voorgaande albums is de stijl heel anders. De muziek doet elektronischer aan en er wordt bij sommige nummers een drumcomputer gebruikt. 

## Bezetting
Adrian Borland - Zang, gitaar
Graham Bailey - Bas
Max Mayers - Keyboards
Mike Dudley - Drums, percussie

## Nummers
Alle nummer zijn geschreven door Borland/Bailey/Mayers/Dudley.
1. All Fall Down
2. Party of the Mind
3. Monument
4. In Suspense
5. Where the Love Is
6. Song and Dance
7. Calling the New Tune
8. Red Paint
9. Glass and Smoke
10. We Could Go Far
Bonus Tracks
11. As Feeling Dies
12. Sorry
13. The One and a Half Minute Song